# Yūji Kaku
Yūji Kaku (賀来ゆうじ Kaku Yūji?) es un mangaka japonés. Después de trabajar como editor, Kaku comenzó a trabajar como artista de manga en 2009 con Memory Customs, un one-shot publicado en Jump Square. En 2013 lanzó su primera serie, Fantasma. Después de trabajar como asistente de Tatsuki Fujimoto, Kaku lanzó su segunda serie, Jigokuraku, en Shōnen Jump+, que creció rápidamente en popularidad.

## Biografía
Cuando era niño, Kaku a menudo pasaba tiempo pintando y practicando esgrima con su primo, Takeshi Tsuruno. Tsuruno siente que esta experiencia con la espada influiría en los trabajos posteriores de Kaku. Kaku comenzó a trabajar con manga profesionalmente en 2007, cuando comenzó a trabajar como editor para Shūkan Shōnen Champion. Después de dejar Akita Shoten en 2008, Kaku escribió un one-shot, titulado Memory Customs, que se publicó en Jump Square en 2009. Más tarde recibió una mención de honor en el Jump Square Comic Grand Prix. En 2013, Kaku comenzó su primera serie completa, Fantasma. Se serializó en Jump Square hasta el año siguiente. De 2016 a 2018, Kaku trabajó como asistente de Tatsuki Fujimoto con su trabajo en Fire Punch.
En 2018, Kaku comenzó a serializar Jigokuraku en el sitio web Shōnen Jump+, donde estuvo disponible hasta 2021. La serie creció rápidamente en popularidad. En agosto de 2018, era la serie más popular en Shōnen Jump+. En el mismo año, también ocupó el undécimo lugar en el Next Manga Award en la categoría de manga web. En la edición 2019 de Kono Manga ga Sugoi!, la serie fue una de las tres series empatadas en el puesto 16 en su lista de las mejores series de manga para lectores masculinos. También se ha anunciado una adaptación al anime de la serie. En 2021, Kaku comenzó a serializar a Ayashimon en Shūkan Shōnen Jump.

## Obras
- Memory Customs (おもいで税関 Omoide Zeikan?)  (2009) (one-shot publicado en Jump Square )[3]
- Fantasma (2013–2014) (serializado en Jump Square)[4]
- Jigokuraku (地獄楽?)  (2018-2021) (serializado en Shōnen Jump+)[6]
- Ayashimon (アヤシモン?)  (2021-2022) (serializado en Shūkan Shōnen Jump)[11]